# Mitromorpha punctata
Mitromorpha punctata é uma espécie de gastrópode do gênero Mitromorpha, pertencente a família Mitromorphidae.